# Оксихлорид ванадия(III)
Оксихлорид ванадия(III) — неорганическое соединение, оксосоль металла ванадия и соляной кислоты с формулой VOCl, жёлто-коричневый порошок, не растворимый в воде.

## Получение
- Гидролиз горячей водой хлорида ванадия(III):

{\displaystyle {\mathsf {VCl_{3}+H_{2}O\ {\xrightarrow {80^{o}C}}\ VOCl+2HCl}}}
- Восстановление водородом оксид-трихлорид ванадия:

{\displaystyle {\mathsf {VOCl_{3}+H_{2}\ {\xrightarrow {700^{o}C}}\ VOCl+2HCl}}}

## Физические свойства
Оксихлорид ванадия(III) образует жёлто-коричневый порошок, не растворимый в воде.